# Giá trị hiện tại thuần
Trong Tài chính,giá trị hiện tại thuần (NPV) hoặc "giá trị hiện tại ròng" (NPW) của chuỗi thời gian các dòng tiền, cả vào và ra, được định nghĩa là tổng các giá trị hiện tại (PV) của các dòng tiền cụ thể của cùng một thực thể. Trong trường hợp khi tất cả các luồng tiền trong tương lai là tiền vào (chẳng hạn như phiếu giảm giá và gốc trái phiếu) và dòng tiền ra duy nhất là giá mua, NPV chỉ đơn giản là PV của dòng tiền tương lai trừ đi giá mua (đó là PV của riêng nó). NPV là một công cụ trung tâm trong phân tích dòng tiền chiết khấu (DCF), và là một phương pháp tiêu chuẩn cho việc sử dụng giá trị thời gian của tiền để thẩm định các dự án dài hạn. Được sử dụng để lập ngân sách vốn, và rộng rãi trong suốt kinh tế, tài chính, kế toán, nó đo lường sự vượt quá hoặc thiếu hụt của các dòng tiền, về giá trị hiện tại, một khi các chi phí tài chính được đáp ứng.
NPV của một chuỗi các dòng tiền có như là đầu vào dòng tiền mặt và tỷ lệ chiết khấu hoặc đường cong giảm giá và đầu ra một mức giá quá trình trò chuyện trong phân tích DCF - tham gia một chuỗi các dòng tiền và một mức giá như đầu vào và suy luận như sản lượng giảm giá tỷ lệ (tỷ lệ chiết khấu mà sẽ mang lại mức giá được đưa ra như NPV) - được gọi là  năng suất, và được sử dụng rộng rãi trong kinh doanh trái phiếu.

## Công thức
Mỗi dòng tiền vào/ra được  giảm giá trở lại vào giá trị hiện tại (PV). Sau đó, chúng được tổng kết. Do đó, NPV là tổng hợp của tất cả các khoản,
{\displaystyle {\frac {R_{t}}{(1+i)^{t}}}}
ở đây
"t" - thời gian của dòng tiền
"i" - tỉ lệ chiết khấu, (tỷ lệ hoàn vốn có thể kiếm được trên một đầu tư vào các thị trường tài chính với rủi ro tương tự.); chi phí cơ hội của vốn
{\displaystyle R_{t}} - dòng tiền ròng (lượng tiền mặt, dòng vào trừ dòng ra) tại thời gian "t" Đối với mục đích giáo dục, {\displaystyle R_{0}} thường được đặt ở bên trái số tiền để nhấn mạnh vai trò của nó như là đầu tư (trừ).
Kết quả của công thức này nếu nhân với tiền thuần hàng năm, dòng chảy và giảm bởi kinh phí tiền mặt ban đầu sẽ là giá trị hiện tại, nhưng trong trường hợp các luồng tiền không bằng số tiền sau đó công thức trước đó sẽ được sử dụng để xác định giá trị hiện tại của mỗi dòng tiền một cách riêng biệt. Bất kỳ lưu lượng tiền mặt trong vòng 12 tháng sẽ không được giảm giá cho mục đích NPV 

## Các tỷ lệ chiết khấu
Tỷ lệ sử dụng để chiết khấu dòng tiền trong tương lai với giá trị hiện tại là một biến quan trọng của quá trình này.
Chi phí vốn bình quân gia quyền (sau thuế) của một công ty thường được sử dụng, nhưng nhiều người tin rằng nó là thích hợp để sử dụng tỉ lệ chiết khấu cao hơn để điều chỉnh cho rủi ro hoặc các yếu tố khác. Một tỷ lệ chiết khấu biến với tỷ lệ cao hơn áp dụng để rút tiền chảy xảy ra dọc theo khoảng thời gian có thể được sử dụng để phản ánh các đường cong lãi suất phí bảo hiểm cho món nợ dài hạn.
Một cách tiếp cận để lựa chọn các yếu tố tỷ lệ chiết khấu là để quyết định mức vốn cần thiết cho dự án có thể trở lại nếu đầu tư vào một liên doanh khác. Nếu, ví dụ, vốn cần thiết cho dự án có thể kiếm được năm phần trăm ở những nơi khác, sử dụng tỷ lệ chiết khấu trong tính toán NPV cho phép một so sánh trực tiếp được thực hiện giữa Dự án A và thay thế. Liên quan đến khái niệm này là sử dụng Tỷ lệ tái đầu tư của công ty. Tỷ lệ tái đầu tư có thể được định nghĩa là tỷ lệ lợi nhuận đầu tư của công ty trên trung bình. Khi phân tích các dự án trong một môi trường vốn hạn chế, nó có thể thích hợp để sử dụng tỷ lệ tái đầu tư chứ không phải là chi phí bình quân của công ty vốn là yếu tố giảm giá. Nó phản ánh chi phí cơ hội đầu tư, chứ không phải là chi phí có thể thấp hơn vốn.
Một NPV tính bằng cách sử dụng các tỉ lệ chiết khấu biến (nếu họ được biết đến trong thời gian đầu tư) tốt hơn phản ánh tình hình thực tế hơn một tính từ tỷ lệ chiết khấu liên tục cho toàn bộ thời hạn đầu tư. Hãy tham khảo bài viết hướng dẫn bằng văn bản của Samuel Baker  để có mối quan hệ chi tiết giữa giá trị NPV và tỷ lệ chiết khấu.
Đối với một số nhà đầu tư chuyên nghiệp, các quỹ đầu tư cam kết để nhắm mục tiêu một tỷ lệ hoàn vốn nhất định. Trong trường hợp này, đó là tỷ lệ lợi nhuận nên được lựa chọn là tỷ lệ chiết khấu để tính NPV. Bằng cách này, một so sánh trực tiếp có thể được thực hiện giữa lợi nhuận của dự án và tỷ lệ hoàn vốn mong muốn.
Trong một chừng mực nào đó, việc lựa chọn tỷ lệ chiết khấu là phụ thuộc vào việc sử dụng mà nó sẽ được đưa. Nếu mục đích chỉ đơn giản là để xác định liệu một dự án sẽ tăng thêm giá trị cho công ty, sử dụng chi phí vốn bình quân của công ty có thể thích hợp. Nếu cố gắng để quyết định giữa các khoản đầu tư thay thế để tối đa hóa giá trị của công ty, tỷ lệ tái đầu tư của công ty có thể sẽ là một lựa chọn tốt hơn.
Bằng cách sử dụng tỷ lệ thay đổi theo thời gian, hoặc chiết khấu các dòng tiền "được đảm bảo" phân biệt với các dòng tiền "nguy hiểm" có thể là một phương pháp cao cấp hơn, nhưng hiếm khi được sử dụng trong thực tế. Việc sử dụng tỷ lệ chiết khấu để điều chỉnh cho nguy cơ thường là rất khó để làm trong thực tế (đặc biệt là quốc tế), và là khó khăn để làm tốt. Một thay thế cho sử dụng yếu tố chiết khấu để điều chỉnh rủi ro là làm chính xác một cách rõ ràng dòng tiền mặt cho các yếu tố nguy cơ bằng cách sử dụng rNPV hoặc một phương pháp tương tự, sau đó chiết khấu theo tỷ lệ của công ty.

## NPV trong việc quyết định
NPV là chỉ tiêu bao nhiêu giá trị đầu tư, dự án cho biết thêm các doanh nghiệp. Với một dự án cụ thể, nếu {\displaystyle R_{t}} là một giá trị dương, dự án đang ở trong tình trạng của các dòng tiền chiết khấu trong thời gian t. Nếu {\displaystyle R_{t}} là một giá trị âm, dự án trong tình trạng của dòng chảy tiền mặt giảm giá trong thời điểm "t". Dự án một cách thích hợp mạo hiểm với một NPV dương có thể được chấp nhận. Điều này không nhất thiết có nghĩa rằng chúng nên được thực hiện vì NPV với chi phí vốn không có thể tài khoản cho chi phí cơ hội, "tức là" so sánh với khoản đầu tư khác có sẵn. Trong lý thuyết tài chính, nếu có một sự lựa chọn giữa hai lựa chọn thay thế loại trừ lẫn nhau, NPV có năng suất cao hơn nên được chọn.
| Nếu...  | Nó có nghĩa là...                                                  | Thì... |
| ------- | ------------------------------------------------------------------ | --- |
| NPV > 0 | Đầu tư này sẽ có thể thêm giá trị cho công ty                      | Dự án có thể được chấp nhận |
| NPV < 0 | Đầu tư này có thể làm giảm giá trị công ty                         | Dự án này nên bị từ chối |
| NPV = 0 | Đầu tư sẽ không đạt được cũng như không mất đi giá trị cho công ty | Chúng ta nên thờ ơ trong quyết định có chấp nhận hoặc từ chối dự án. Dự án này không có thêm giá trị tiền tệ. Quyết định nên dựa trên các tiêu chí khác, ví dụ như vị trí chiến lược hoặc các yếu tố khác không rõ ràng trong tính toán. |

## Ví dụ
Công ty phải quyết định xem có nên giới thiệu một dòng sản phẩm mới. Các sản phẩm mới sẽ có chi phí khởi động, chi phí hoạt động và dòng tiền đến hơn sáu năm. Dự án này sẽ có một dòng chảy (t = 0) bằng tiền mặt ngay lập tức $ 100,000 (có thể bao gồm máy móc và chi phí đào tạo nhân viên). Các luồng tiền ra cho năm 1-6 được dự kiến sẽ là $ 5.000 mỗi năm. Các dòng tiền mặt được dự kiến sẽ được $ 30.000 mỗi năm 1-6. Tất cả các dòng tiền sau thuế và có không có dòng tiền dự kiến sau năm 6. Tỷ lệ lợi nhuận yêu cầu là 10%.
Giá trị hiện tại (PV) có thể được tính cho từng năm:(Table dưới sai hết)
| Tháng | Dòng tiền                                        | Giá trị hiện tại |
| ----- | ------------------------------------------------ | ---------------- |
| T=0   | {\displaystyle {\frac {-100,000}{(1+0.10)^{0}}}} | -100,000         |
| T=1   | {\displaystyle {\frac {-54672}{(1+0.10)^{1}}}}   | -49701.81818     |
| T=2   | {\displaystyle {\frac {-39161}{(1+0.10)^{2}}}}   | -32364.46281     |
| T=3   | {\displaystyle {\frac {3054}{(1+0.10)^{3}}}}     | 2294.515402      |
| T=4   | {\displaystyle {\frac {7128}{(1+0.10)^{4}}}}     | 4868.51991       |
| T=5   | {\displaystyle {\frac {25927}{(1+0.10)^{5}}}}    | 16098.62714      |
| T=6   | {\displaystyle {\frac {28838}{(1+0.10)^{6}}}}    | 16278.29919      |
| T=7   | {\displaystyle {\frac {46088}{(1+0.10)^{7}}}}    | 23650.43135      |
| T=8   | {\displaystyle {\frac {77076}{(1+0.10)^{8}}}}    | 35956.52284      |
| T=9   | {\displaystyle {\frac {46726}{(1+0.10)^{9}}}}    | 19816.38532      |
| T=10  | {\displaystyle {\frac {76852}{(1+0.10)^{10}}}}   | 29629.77288      |
| T=11  | {\displaystyle {\frac {132332}{(1+0.10)^{11}}}}  | 46381.55871      |
| T=12  | {\displaystyle {\frac {166047}{(1+0.10)^{12}}}}  | 52907.69139      |

Tổng hợp của tất cả các giá trị hiện tại là giá trị hiện tại ròng, tương đương với $ 8,881.52. Vì NPV lớn hơn không, đầu tư vào dự án thì tốt hơn là không làm gì cả, và công ty nên đầu tư vào dự án này nếu không có giải pháp thay thế loại trừ lẫn nhau với một NPV cao hơn.
Ví dụ tương tự trong công thức Excel:
- NPV(rate,net_income)+initial_investment
- PV(rate,month_number,monthly_net_income)

- Tập tin:DiscreteCF.jpg

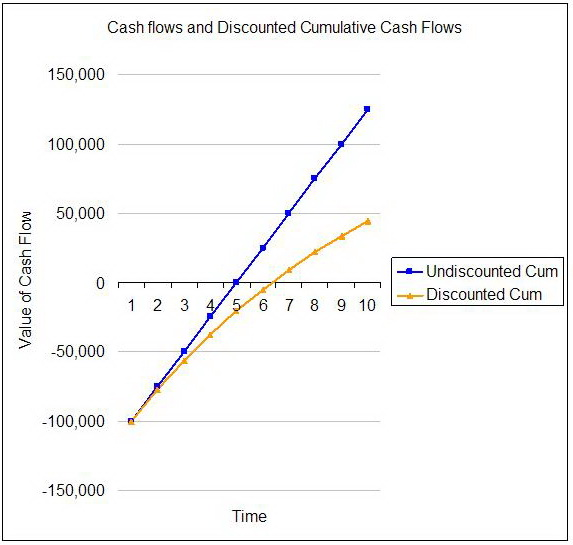

Vấn đề thực tế hơn sẽ cần phải xem xét các yếu tố khác, thường bao gồm cả việc tính thuế, dòng tiền không đồng đều, giá trị còn lại cũng như sự sẵn có của cơ hội đầu tư thay thế.

## Các cạm bẫy phổ biến
- Nếu, ví dụ, {\displaystyle R_{t}} nói chung là âm vào cuối dự án (chẳng hạn, một dự án công nghiệp hoặc khai thác có thể có các chi phí làm sạch và phục hồi), thì lúc đó giai đoạn công ty nợ tiền, do đó, tỷ lệ chiết khấu cao là không thận trọng mà là quá lạc quan. Một số người coi đây là một vấn đề với NPV. Một cách để tránh vấn đề này là bao gồm cung cấp rõ ràng để tài trợ cho bất kỳ tổn thất nào sau đầu tư ban đầu, có nghĩa là, tính toán một cách rõ ràng chi phí tài chính chẳng hạn như các thua lỗ.
- Một cái bẫy phổ biến khác là điều chỉnh rủi ro bằng cách thêm phí bảo hiểm cho các tỷ lệ chiết khấu. Trong khi một ngân hàng có thể tính lãi suất cao hơn cho một dự án mạo hiểm, đó không có nghĩa rằng đây là một cách tiếp cận hợp lệ để điều chỉnh giá trị hiện tại thuần đối với rủi ro, mặc dù nó có thể là một xấp xỉ hợp lý trong một số trường hợp cụ thể. Một lý do một cách tiếp cận như vậy không thể làm việc tốt có thể được nhìn thấy từ sau đây: nếu một số rủi ro phát sinh dẫn đến một số thiệt hại, thì một tỷ lệ chiết khấu trong NPV sẽ làm giảm tác động của thua lỗ này thấp hơn chi phí tài chính thực sự của chúng. Một cách tiếp cận chặt chẽ rủi ro đòi hỏi phải xác định và đánh giá rủi ro một cách rõ ràng, ví dụ bằng cách tính toán bảo hiểm hoặc kỹ thuật Monte Carlo, và bằng cách tính toán rõ ràng chi phí tài chính cho bất kỳ thua lỗ nào phát sinh.
- Tuy nhiên, một vấn đề khác có thể kết quả từ việc ghép phí bảo hiểm rủi ro. R là một hỗn hợp của tỷ lệ phi rủi ro và phí bảo hiểm rủi ro. Kết quả là, dòng tiền trong tương lai được chiết khấu theo cả hai tỷ lệ phi rủi ro cũng như phí bảo hiểm rủi ro và hiệu ứng này là phức tạp bởi mỗi dòng tiền tiếp theo. Điều này dẫn đến các kết quả phức hợp là NPV thấp hơn nhiều so với có thể được nếu tính toán cách khác. Mô hình Tương đương chắc chắn  có thể được sử dụng vào tài khoản phí bảo hiểm rủi ro mà không làm phức tạp ảnh hưởng của nó trên giá trị hiện tại.
- Một vấn đề khác dựa trên NPV là nó không cung cấp một bức tranh tổng thể về được hoặc mất khi thực hiện một dự án nào đó. Để xem tỷ lệ phần trăm tăng so với đầu tư cho dự án, thông thường, tỷ lệ hoàn vốn nội bộ hoặc các đo lường hiệu quả khác được sử dụng như là một bổ sung cho NPV.
- Người sử dụng không phải chuyên gia thường gặp lỗi khi tính NPV dựa trên dòng tiền sau lãi. Điều này là sai lầm bởi vì nó tăng gấp đôi số lượng giá trị thời gian của tiền. Dòng tiền tự do nên được sử dụng làm cơ sở cho tính toán NPV.

## Lịch sử
Giá trị hiện tại ròng là một phương pháp định giá được dùng ít nhất là từ thế kỷ 19. Karl Marx đề cập đến NPV như vốn hư cấu, và sự tính toán này là "tư bản hóa", đã viết:
Sự hình thành của một vốn hư cấu được gọi là tư bản hóa. Mỗi thu nhập định kỳ lặp đi lặp lại là vốn đầu tư bằng cách tính toán tỷ lệ trung bình quan tâm là thu nhập sẽ được thực hiện bằng lãi suất vốn này
Trong kinh tế học tân cổ điển chủ đạo, NPV được chính thức hóa và phổ biến bởi Irving Fisher, trong tác phẩm năm 1907 của ông - "Tỷ lệ lãi suất" và trở thành bao gồm trong sách giáo khoa từ những năm 1950 trở đi, bắt đầu từ trong các tài liệu tài chính 

## Các phương pháp lập ngân sách vốn thay thế
- Giá trị hiện tại điều chỉnh (APV): giá trị hiện tại điều chỉnh, là giá trị hiện tại ròng của một dự án nếu chỉ tài trợ bởi vốn chủ sở hữu quyền sở hữu cộng với giá trị hiện tại của tất cả các lợi ích tài chính.
- Tỷ lệ hoàn vốn kế toán (ARR): một tỷ lệ tương tự như IRR và MIRR
- Phân tích chi phí - lợi ích: bao gồm các vấn đề khác hơn là tiền mặt, chẳng hạn như tiết kiệm thời gian.
- Tỷ lệ hoàn vốn nội bộ: tính toán tỷ lệ lợi nhuận của một dự án trong khi không tính đến số lượng tuyệt đối của tiền để đạt được.
- Tỉ lệ hoàn vốn nội bộ thay đổi (MIRR): tương tự như IRR, nhưng nó làm cho giả định rõ ràng về tái đầu tư của các luồng tiền. Đôi khi nó được gọi là Tỷ lệ tăng trưởng của hoàn vốn.
- Thời gian hoàn vốn: các đo lường thời gian cần thiết để các dòng tiền mặt bằng với kinh phí ban đầu. Nó đo lường rủi ro, không hoàn vốn.
- Phương pháp Tùy chọn thực: mà cố gắng để linh hoạt giá trị quản lý được giả định trong NPV.